# خنافس الجعران الغامضة
خنافس الجعران الغامضة (الاسم العلمي: Glaresis)، جنس حشرات خنفسية من رتبة غمديات الأجنحة، وهو الجنس الوحيد في فصيلة الجعليات الغامضة. كانت تُصنف سابقًا ضمن فصيلة الجعليات. وتنتشر أنواعها في المناطق القاحلة والرملية في جميع أنحاء العالم (باستثناء أستراليا).